# Conotrachelus vianai
Conotrachelus vianai – gatunek chrząszcza z rodziny ryjkowcowatych.

## Zasięg występowania
Ameryka Południowa, występuje w Argentynie oraz w Urugwaju.

## Budowa ciała
Przednia krawędź pokryw znacznie szersza od przedplecza, zakończona po bokach niewyraźną ostrogą, lekko pofalowana. Na ich powierzchni wyraźne podłużne żeberkowanie oraz wyraźne punktowanie. Przedplecze niemal prostokątne w zarysie w tylnej części, z przodu znacznie i ostro zwężone.
Ubarwienie ciała ciemnobrązowe z czarnymi plamkami oraz małymi kępkami pomarańczowych włosków.